# Beryl (Software)

Beryl ist ein Fenstermanager

Beryl war ein Open-Source-Composition- und Fenstermanager, der den durch OpenGL beschleunigten X-Server Xgl oder die OpenGL-beschleunigte X-Erweiterung AIGLX verwendete. Er war eine Abspaltung von Compiz, die entstand, weil einige Entwickler mit dessen Entwicklung unzufrieden waren. Er bot Linux-Benutzern eine Desktop-Umgebung mit aufwändigen 3D-Effekten. Die offizielle Beryl-Distribution war Sabayon Linux. Anfang 2007 wurde das Projekt aufgegeben, da sich die Compiz- und Beryl-Entwickler darauf einigten, ihre Projekte wieder zu verschmelzen. Der Beryl-Kern wurde vollständig aufgegeben und durch den Compiz-Kern ersetzt. Die Beryl-Plugins wurden auf Compiz portiert und bilden nun ein Projekt namens Compiz Fusion, das weitere Effekte und Funktionen ergänzte.

## Geschichte
Nach der Freigabe von Compiz durch Novell öffneten einige Entwickler einen eigenen Entwicklungszweig namens compiz-quinn, welcher immer größere Änderungen aufnahm, die nicht mehr ohne erheblichen Aufwand in das Original-Compiz zurückgeführt werden können. So setzt Beryl auf beryl-settings (ehemals csm) zur Verwaltung seiner Einstellungen, Compiz hingegen auf das Gnome-Werkzeug GConf. Außerdem läuft die Entwicklung von Compiz aus der Sicht der Beryl-Entwickler weitestgehend hinter geschlossenen Türen ab, was den Beryl-Entwicklern missfiel.
Die erste öffentliche Version von Beryl war 0.1.0 und wurde im September 2006 freigegeben.
Am 6. April 2007 wurde die Wiedervereinigung von Compiz und Beryl bekanntgegeben. Zum Zusammenschluss kam es, da die beiden Entwicklungszweige Compiz-Extra und Beryl beinahe identische Ziele verfolgten und ähnlich strukturiert waren. Außerdem nutzen beide Projekte einen fast identischen Programmkern und die gleichen Plug-ins. Der Name dieses wiedervereinigten Projekts lautet „Compiz Fusion“.

## Besondere visuelle Effekte
ScaleZeigt alle geöffneten Fenster der aktuellen Sitzung auf einmal übersichtlich an
SwitcherWenn man zwischen verschiedenen Fenstern mit einer Tastenkombination hin und her wechselt, erhält man eine kleine Vorschau ebendieser
WobblyWenn man Fenster bewegt beziehungsweise manuell verkleinert, werden sie gekrümmt angezeigt (als wenn sie aus Wackelpudding o. ä. wären)
CubeMan hat einen 3D-Würfel mit standardmäßig vier Desktops, die alle unabhängig voneinander benutzt werden können
RegenMit Tastenkombinationen kann man wahlweise dauerhafte Regeneffekte hervorrufen oder eine Mausspur erzeugen
Beim Minimieren von Fenstern werden diese animiert in das Panel gezogen
SnowMit einer Tastenkombination kann man dauerhaft einen Schneeeffekt einschalten
3D-FensterBeim Rotieren des Cubes heben sich alle geöffneten Fenster leicht von der Oberfläche ab
Blur EffectsDie Titelleiste oder wahlweise das ganze Fenster wird milchig trüb
Fading WindowsDie Fenster können stufenlos transparent dargestellt werden
ThumbnailsBeim Überfahren eines Fensters im Panel wird eine verkleinerte Vorschau angezeigt
BurnFenster brennen beispielsweise beim Schließen ab.

## Screenshots

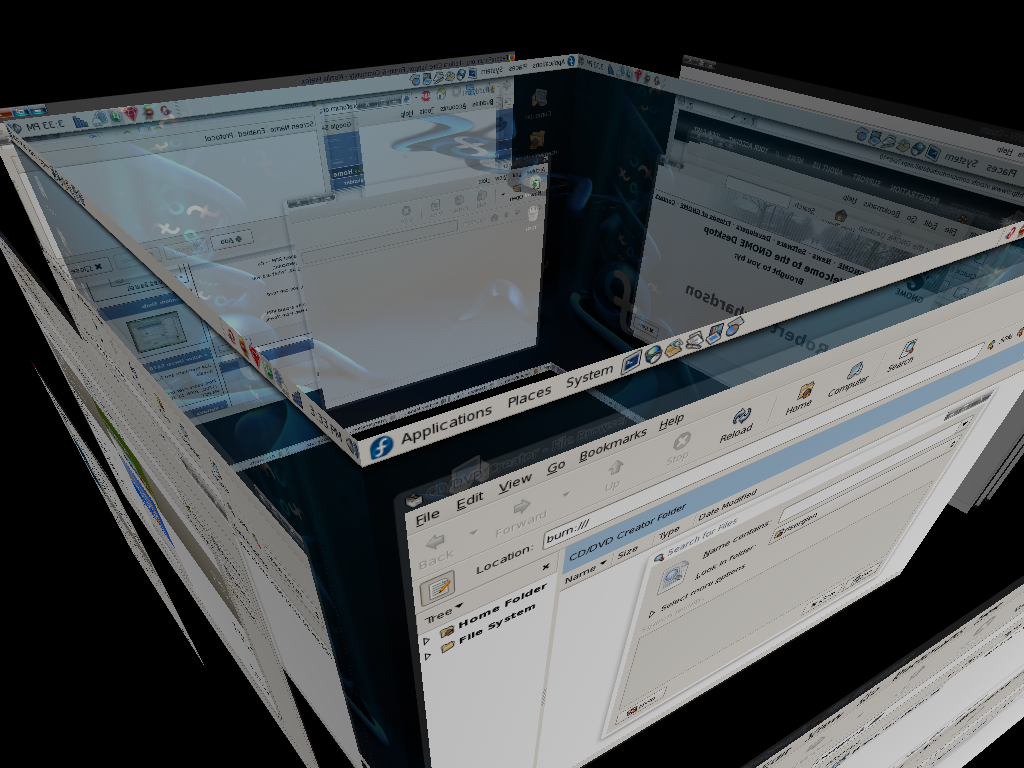
Beryl-Desktop in Fedora
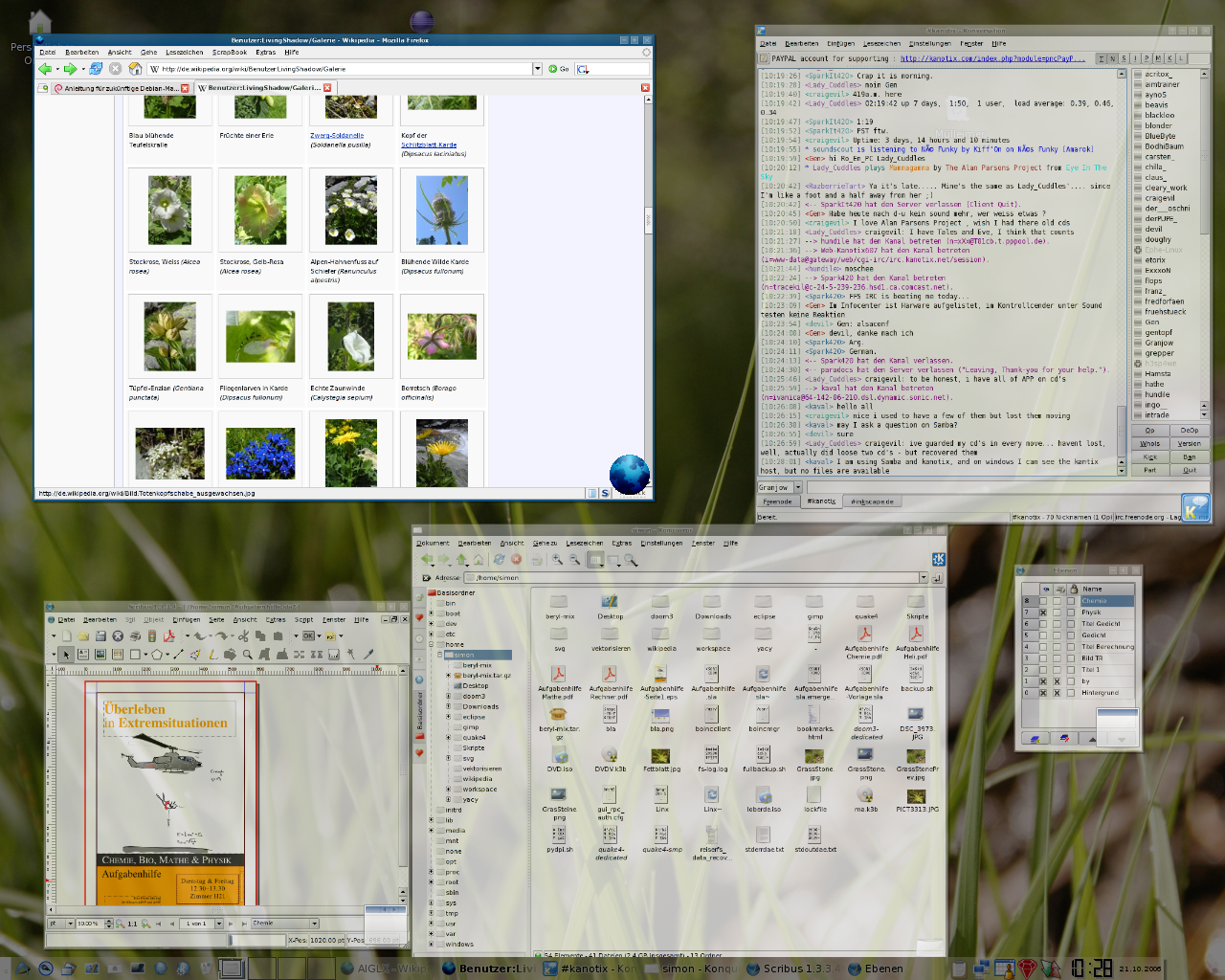
Scale: Fensterübersicht
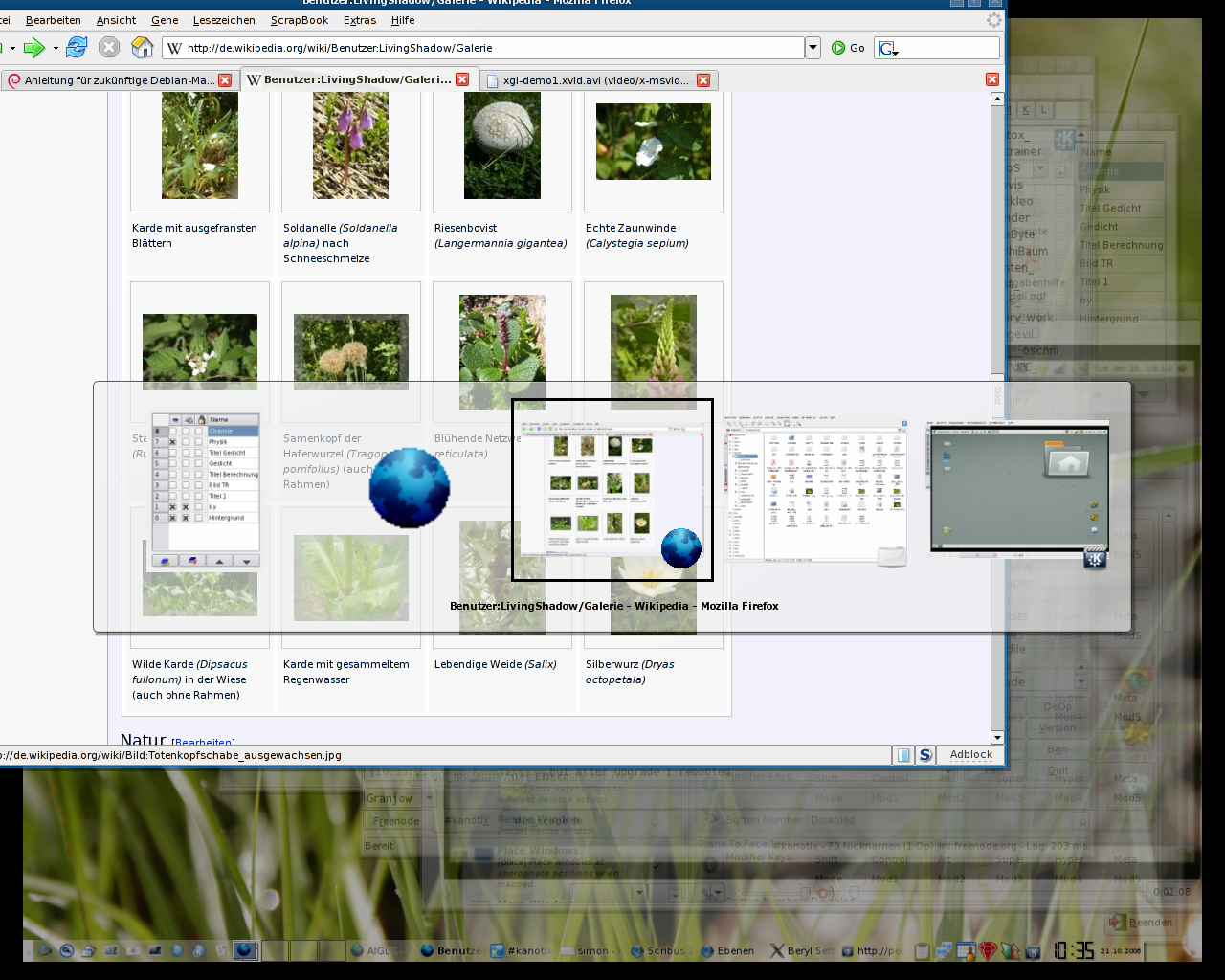
Switcher: Wechsel zwischen Programmen
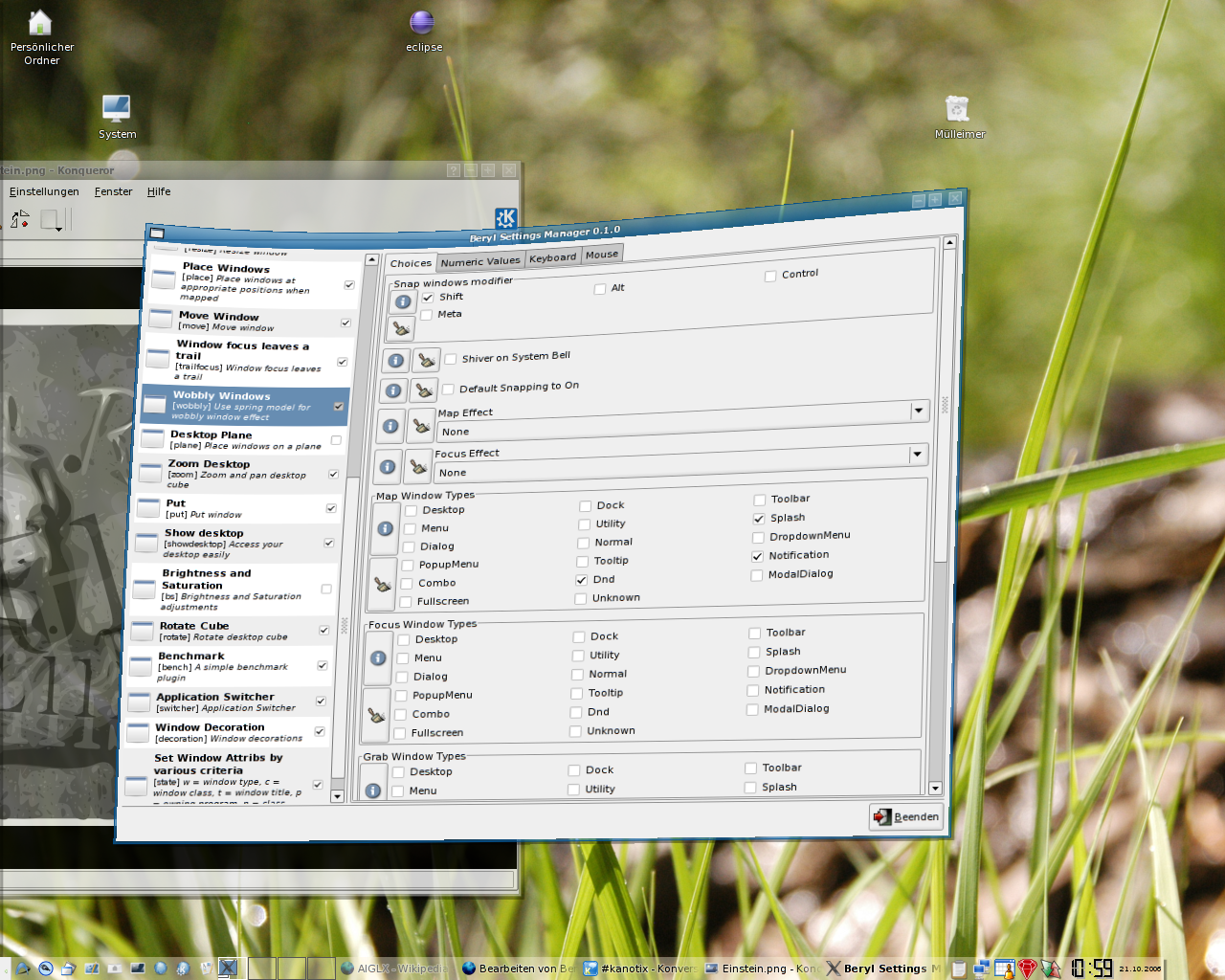
Wobbly: Verzerrte, „wabbelnde“ Fenster beim Bewegen
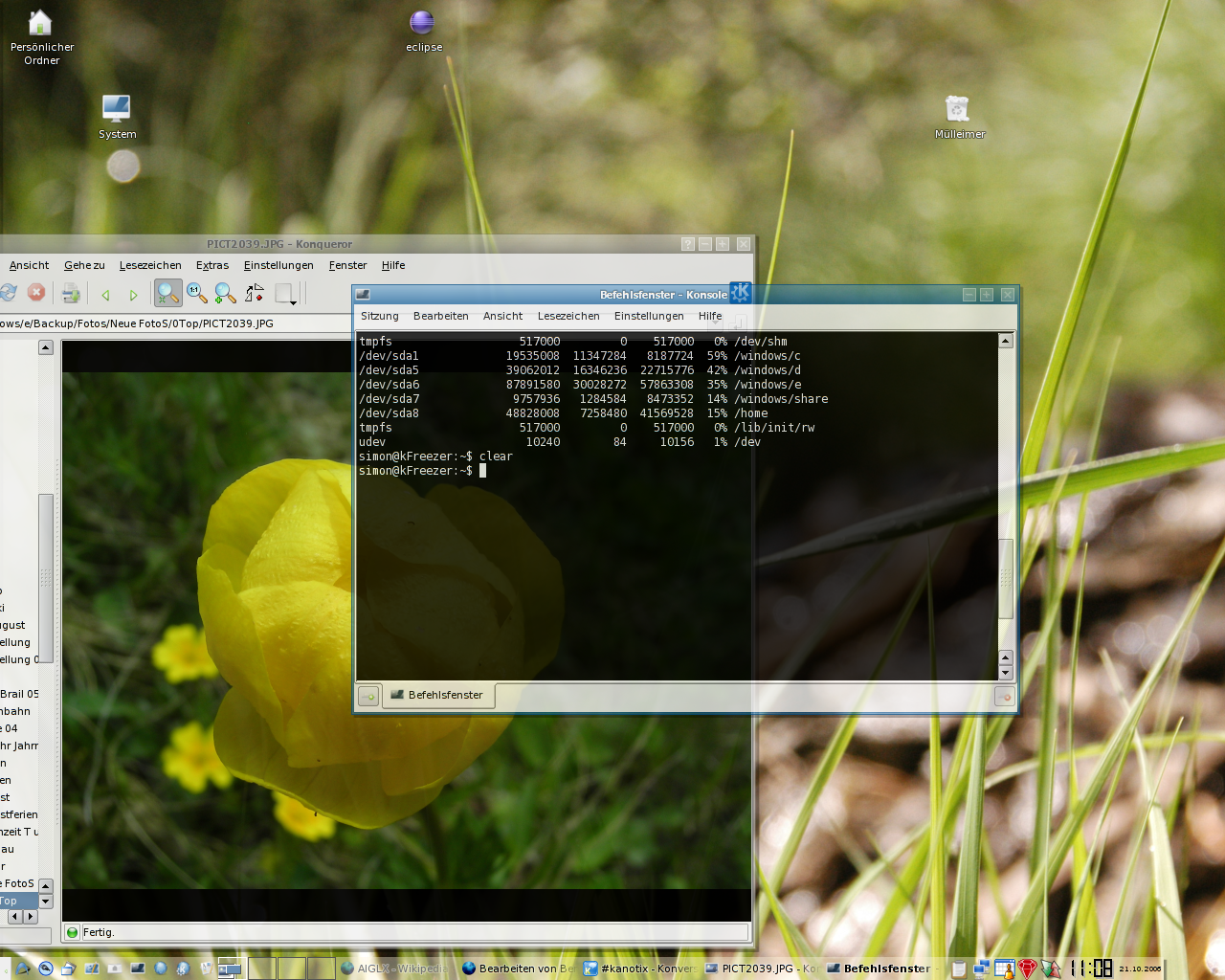
Echte Transparenz
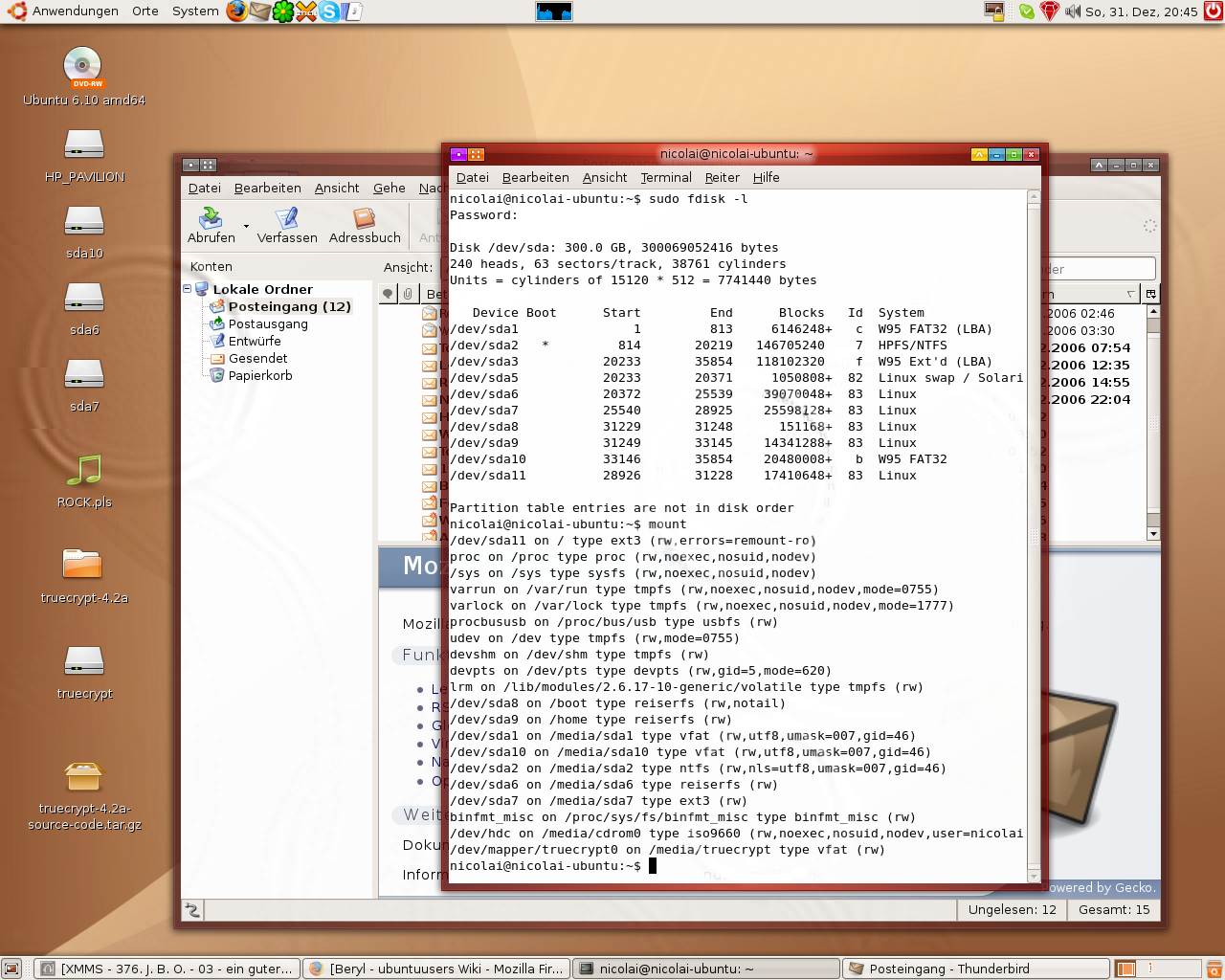
Einzelner Wassertropfen